# The World Will Tremble
The World Will Tremble ist ein Thriller von Lior Geller. In dem Film, der auf wahren Begebenheiten beruht, spielen Oliver Jackson-Cohen und Jeremy Neumark Jones zwei jüdische Häftlinge, die aus dem Vernichtungslager Chelmno entkamen und als erste Augenzeugen die dort verübten Gräueltaten der Nazis schildern konnten. Der Film feierte Mitte Januar 2025 beim Miami Jewish Film Festival seine Premiere und kam Mitte März 2025 in die US-Kinos.

## Handlung
Als der Lagerkommandant Herbert Lange eine Gruppe von Neuankömmlingen in dem ersten, heimlich in Polen errichteten Vernichtungslager Chelmno begrüßt, versichert er ihnen, sie hätten keinen Grund zur Sorge und würden hier besser behandelt als in den Ghettos. Die scheinbar freundlichen Worte entpuppen sich jedoch als Lüge. In Wahrheit wurden sie als Totengräber hierher gebracht und müssen die Leichen von Männern, Frauen und Kindern begraben, die in dem Todeslager ermordet wurden.
An einem Nachmittag im Januar 1942 wagt eine Gruppe jüdischer Gefangener einen Fluchtversuch aus dem Vernichtungslager. Mithilfe einer Glasscherbe können die Gefangenen die Plane des Transportfahrzeugs durchschneiden, entfliehen und rennen in den Wald. Nach gelungener Flucht berichten Solomon Wiener und Michał Podchlebnik der Welt von dem Erlebten.

## Biografisches

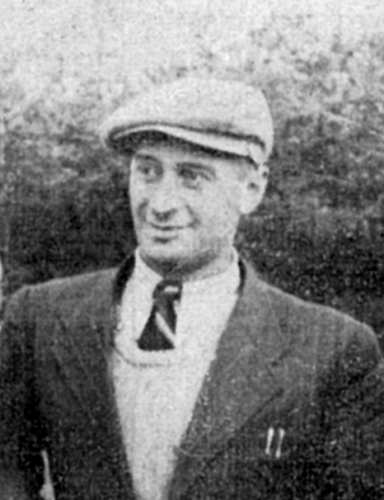
Mordechaï Podchlebnik entkam dem Vernichtungslager Chelmno

Der polnische Jude Mordechaï Podchlebnik oder auch Michał Podchlebnik wurde 1907 geboren. Er erlebte die Deportation seiner Frau, ihrer drei Kinder, seiner Eltern, seiner Schwester, deren fünf Kinder und seines Bruders. Er war in einem Arbeitskommando im Vernichtungslager Chelmno im besetzten Polen eingeteilt, von wo er gemeinsam mit Solomon Wiener und einem weiteren Häftling entkommen konnte. Podchlebnik war 1945 einer der Hauptzeugen bei den Prozessen gegen die ehemaligen SS-Männer des Vernichtungslagers und sagte im Jahr 1961 beim Eichmann-Prozess in Jerusalem aus. Er starb 1985.

## Produktion

### Regie und Drehbuch
The World Will Tremble ist der zweite abendfüllende Film des israelisch-US-amerikanischen Drehbuchautors und Regisseurs Lior Geller, dessen Kurzfilm Roads aus dem Jahr 2008 den Guinness-Weltrekord für die meisten Auszeichnungen hält, die ein kurzer Studentenfilm gewonnen hat. Roads entstand 2007 als Gellers Abschlussfilm an der Universität Tel Aviv.
Für The World Will Tremble recherchierte er über ein Jahrzehnt für den Film und arbeitete dabei mit Historikern, der Holocaust-Gedenkstätte Yad Vashem in Jerusalem und den Familien von Weiner und Podchlebnik zusammen. Das Vernichtungslager Chelmno, aus dem Weiner und Podchlebnik fliehen konnten, war das erste von sechs Vernichtungslagern, die die Nazis im Zweiten Weltkrieg ausschließlich zum Massenmord errichteten. Es liegt etwa 480 Kilometer von Majdanek entfernt, dem Vernichtungslager aus Jesse Eisenbergs Film A Real Pain, und 480 Kilometer von Auschwitz-Birkenau.

### Filmtitel und Aufbau
Der Titel des Films bezieht sich auf die Reaktion des Rabbis, nachdem den beiden Flüchtigen die Rückkehr in ihr Dorf gelungen ist und er zunächst ungläubig ihrer Geschichte lauscht, schließlich aber sagt, die Welt werde angesichts dieser Erzählungen erzittern.
Im Abspann verwendet der Film eine BBC-Sendung von Juni 1942, in der die beiden Männer als erste Augenzeugen des Massenmords an den Juden über den Holocaust berichten. Zudem zeigt der Film in Ausschnitten ein Interview des betagten Michał Podchelebnik einige Jahrzehnte später, in dem er beschreibt, wie er die Leichen seiner Familienmitglieder entdeckte.

### Besetzung und Dreharbeiten
Die Briten Oliver Jackson-Cohen und Jeremy Neumark Jones spielen Weiner und Podchlebnik. Die deutschen Schauspieler David Kross und Tim Bergmann spielen Herbert Lange, den Kommandanten des Vernichtungslagers Chelmno, und dessen rechte Hand Walter Burmeister. Charlie MacGechan spielt Wolf, der seine Mitgefangenen zu der Flucht motiviert. Gilles Ben-David ist in der Rolle des Mithäftlings Aaron zu sehen, in weiteren Rollen Michael Epp als Willi Lenz, Michael C. Fox als Monik und Anton Lesser als Rabbi Schulman.
Die Dreharbeiten fanden im März 2023 im bulgarischen Sofia statt. Als Kameramann fungierte Ivan Vatsov.

### Filmmusik, Marketing und Veröffentlichung
Die Filmmusik komponierte Erez Koskas. Das Soundtrack-Album mit insgesamt 18 Musikstücken wurden Mitte März 2025 von MovieScore Media als Download veröffentlicht.
Die Premiere des Films fand am 16. Januar 2025 beim Miami Jewish Film Festival statt. Ende Februar 2025 wurde der erste Trailer vorgestellt. Im März 2025 wird The World Will Tremble beim Sofia International Film Festival gezeigt. Am 14. März 2025 kam der Film in die US-Kinos. Die weltweiten Vertriebsrechte liegen bei Vertical Entertainment.

## Rezeption

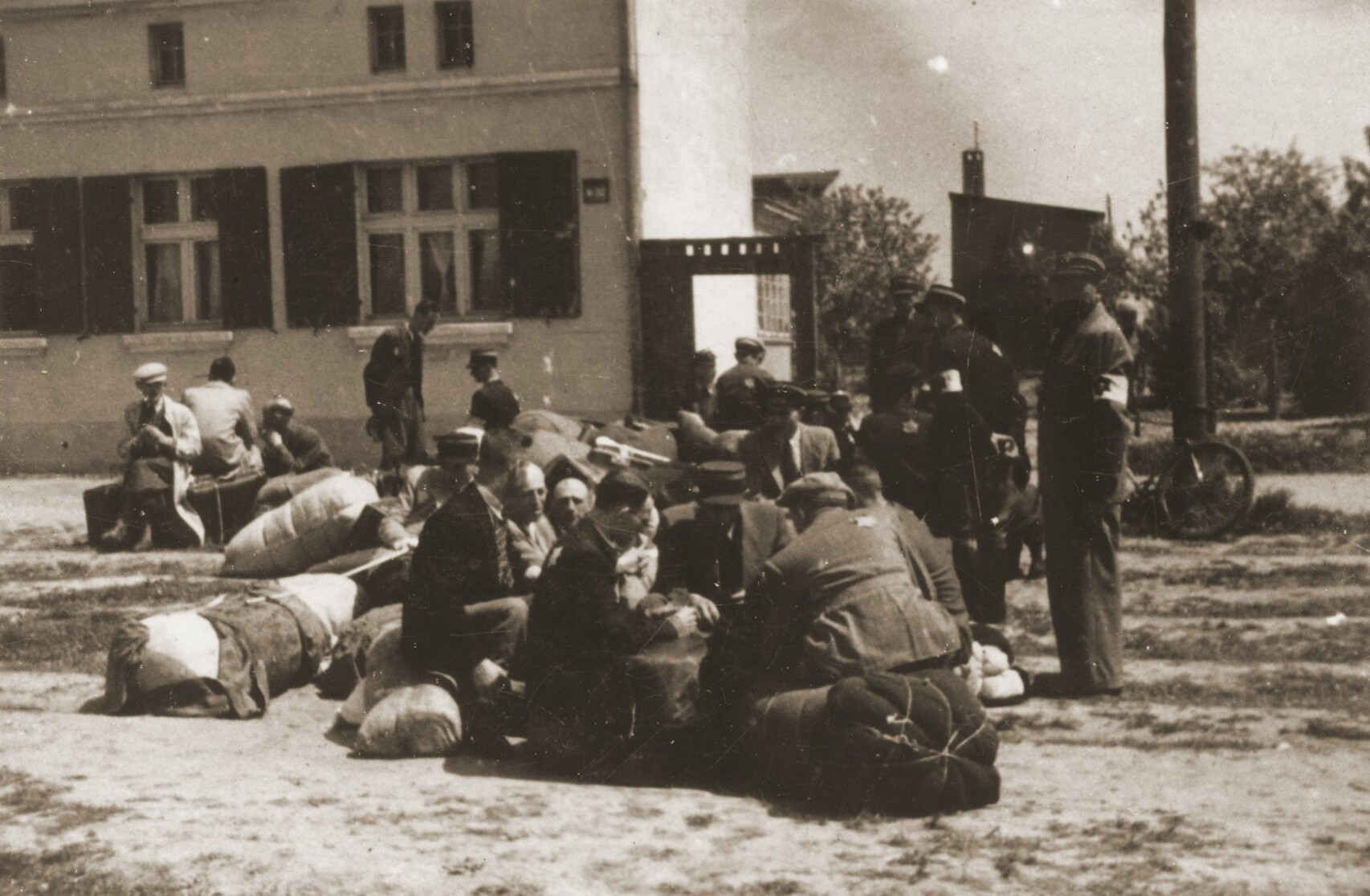
Zwischen 1941 und 1943 wurden Zehntausende Juden aus den polnischen Ghettos in das Vernichtungslager Chelmno gebracht

Der Film konnte 90 Prozent der bei Rotten Tomatoes aufgeführten Kritiker überzeugen.
Lauren LaMagna schreibt in ihrer Kritik für Next Best Picture,  als Solomon und Michael beschließen, dass es Zeit für ihre Flucht ist, nehme  der Film Fahrt auf. Sowohl Oliver Jackson-Cohen als auch Jeremy Neumark Jones überzeugten als die beiden Männer auf dieser Flucht, die unbedingt ihren jüdischen Gemeinden in den Ghettos erzählen wollen, was in dem Vernichtungslager geschieht. The World Will Tremble wäre jedoch viel stärker gewesen, wenn Lior Geller die Bedeutung ihrer Zeugenaussagen durch den gesamten Film hindurch aufgegriffen hätte, anstatt ihn halb Horrorfilm, halb Fluchtfilm zu machen, so LaMagna. Der von Kameramann Ivan Vatsov und Filmeditor Tal Keller erzeugte Echtzeiteffekt ähnele 1917.